# Pantaleon beijingensis
Pantaleon beijingensis är en insektsart som beskrevs av Chou och Yuan. Pantaleon beijingensis ingår i släktet Pantaleon och familjen hornstritar. Inga underarter finns listade i Catalogue of Life.